# Římskokatolická farnost Doloplazy
Římskokatolická farnost Doloplazy je územní společenství římských katolíků v obci Doloplazy s farním kostelem svatého Cyrila a Metoděje  v děkanátu Olomouc.

## Historie farnosti
Obec nejprve patřila k farnosti Velká Bystřice, později k farnosti Tršice. Na místě dnešního kostela stála v obci jen kaple sv. Urbana. Když farníci v obci projednávali příspěvky na stavbu nového kostela v Tršicích, rozhodli se, že si postaví kostel vlastní. K tomu došlo v letech 1896 až 1894. Od roku 1899 je kostelem farním.

## Duchovní správci
Od července 2013 je farářem R. D. Mgr. František Foltýn.

## Bohoslužby
| Kostel                             | Místo     | Bohoslužba (den)           | Hodina      | Poznámka     |
| ---------------------------------- | --------- | -------------------------- | ----------- | ------------ |
| kostelem svatého Cyrila a Metoděje | Doloplazy | neděle pondělí úterý pátek | 11.00 18.00 | farní kostel |

## Aktivity farnosti
Ve farnosti se koná každoročně farní den. Od roku 2000 se farnost zapojila do akce tříkrálová sbírka, v roce 2017 se při ní vybralo 40 123 korun.